# Крейз Брейз Элит
Крейз Брейз Элит (фр. Kreiz Breizh Elites) — ежегодная шоссейная многодневная велогонка, проходящая в июле во французской области Бретань.

## История
Впервые была проведена в 2000 году и до 2007 года проводилась для велогонщиков в возрасте до 23-лет (Kreiz Breizh Espoirs). С 2007 года без возрастных ограничений. В 2008 году вошла календарь UCI Europe Tour, имея категорию 2.2. Гонка состоит из четырёх этапов, проводимых за три дня.
Своим названием гонка обязана одноименному району Крейз Брейз расположенному в центре Бретани.
С 2018 года проводится женская версия гонки.

## Классификации
- — Генеральная классификация
- — Спринтерская классификация
- — Горная классификация
- — Молодёжная классификация (гонщики до 23 лет)

## Призёры

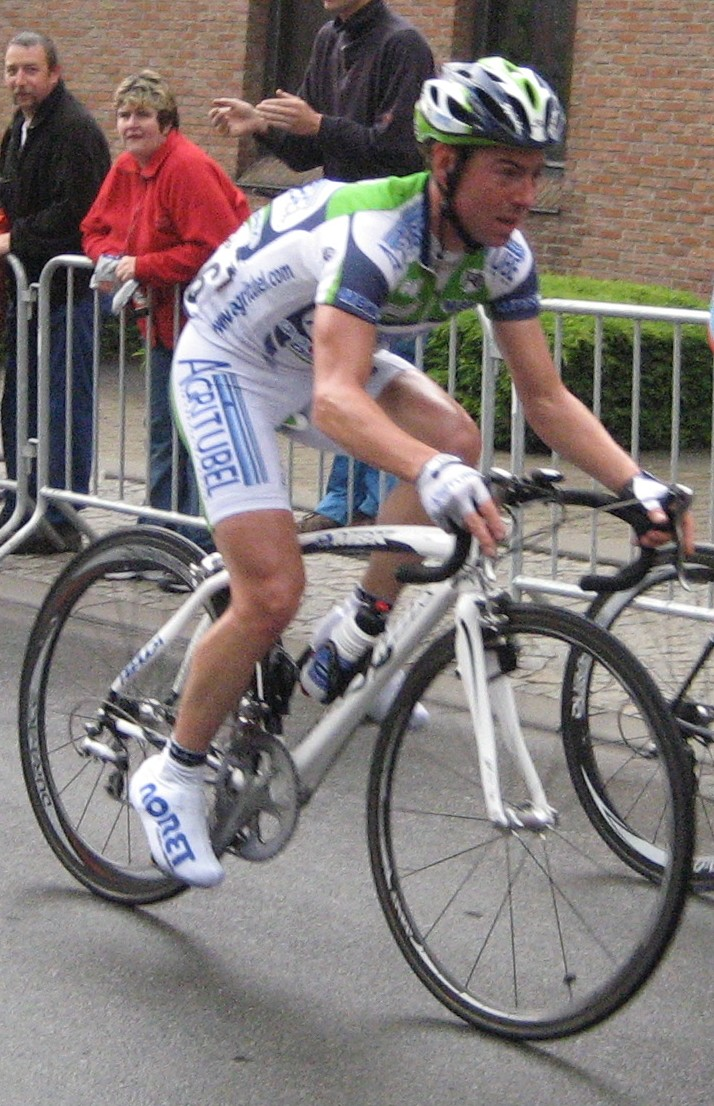
Седрик Эрве, первый победитель гонки в 2000

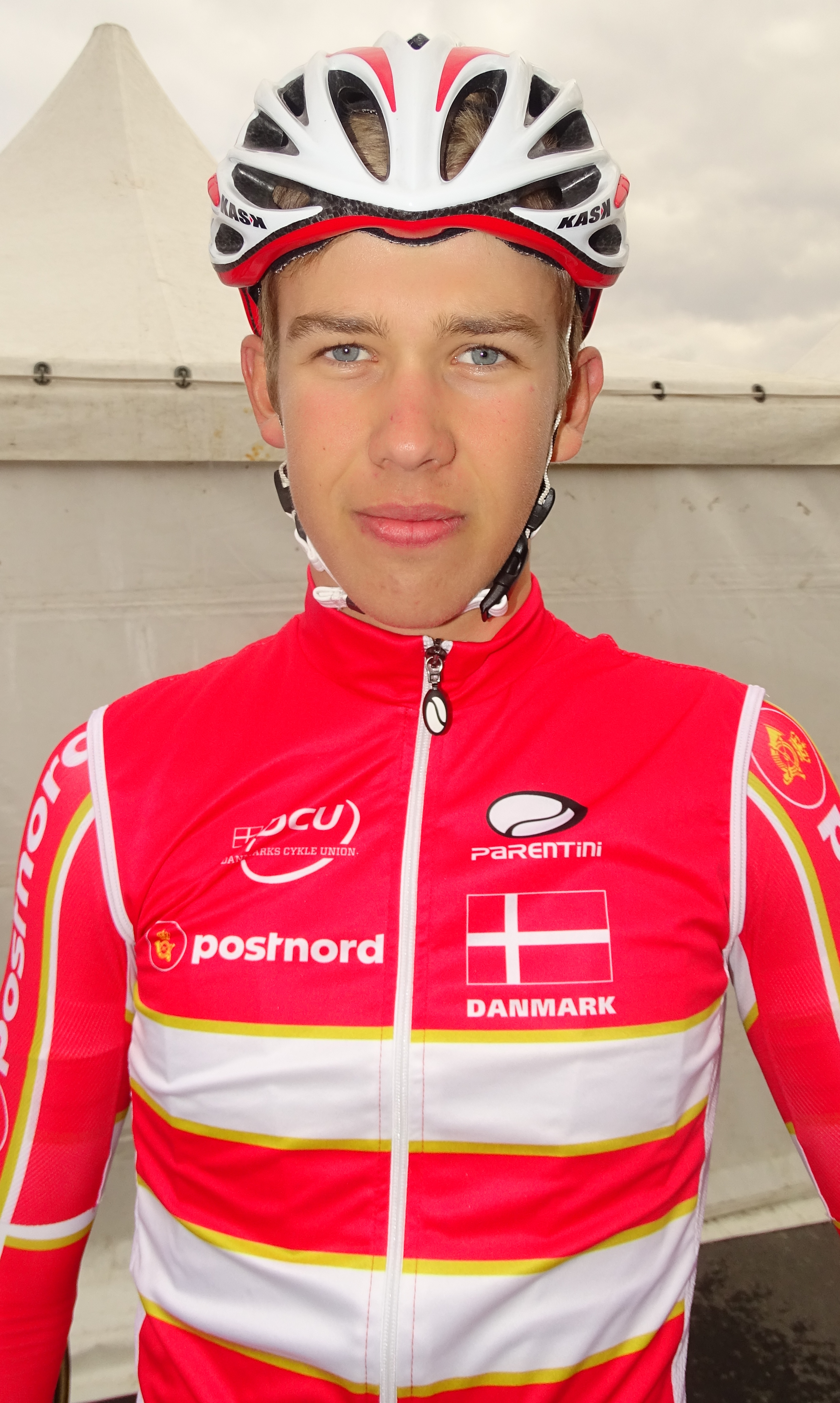
Йонас Грегард Вилсли, победитель гонки в 2017

| Год                  | Победитель           | Второй              | Третий             |
| -------------------- | -------------------- | ------------------- | ------------------ |
| Kreiz Breizh Espoirs |                      |                     |                    |
| 2000                 | Седрик Эрве          | Давид Ле Лэй        | Себастьян Куэ      |
| 2001                 | Марк Штален          | Жони Брандао        | Лионель Бриньоли   |
| 2002                 | Александр Нольо      | Пьер Дранкур        | Бенни де Шрёдер    |
| 2003                 | Ллойд Мондори        | Денис Кудашев       | Руа, Жереми        |
| 2004                 | Сирил Моннерей       | Лионель Форе        | Давид Лампле       |
| 2005                 | Матьё Ладаньюс       | Бено Синнер         | Йохан Линдгрен     |
| 2006                 | Щурд Боттер          | Ромен Лебретон      | Янник Флохлэй      |
| Kreiz Breizh Elites  |                      |                     |                    |
| 2007                 | Калле Криит          | Танел Кангерт       | Рейн Таарамяэ      |
| 2008                 | Блель Кадри          | Мартин Педерсен     | Янник Мари         |
| 2009                 | Антуан Далибард      | Фабиен Паташон      | Янек Томбак        |
| 2010                 | Жоан Ле Бон          | Винсент Рагот       | Жан-Лу Пайяни      |
| 2011                 | Лоран Пишон          | Морено Хофланд      | Томас Ведель Квист |
| 2012                 | Андре Стенсен        | Йоанн Пайо          | Алексис Гужар      |
| 2013                 | Ник Ван Дер Лейке    | Вегард Стаке Ланген | Николас Верекен    |
| 2014                 | Маттео Бусато        | Тимо Роозен         | Андреас Хофер      |
| 2015                 | Аугуст Йенсен        | Эли Жесбер          | Стефан Поулхис     |
| 2016                 | Йерун Мейерс         | Клемент Мэри        | Жереми Бескон      |
| 2017                 | Йонас Грегард Вилсли | Никлас Эг           | Расмус Гульдхаммер |
| 2018                 | Дамьен Тузе          | Коннор Свифт        | Леннерт Теугелс    |

## Рекорд побед

### По странам
| Побед | Страна                    |
| ----- | ------------------------- |
| 11    | Франция                   |
| 3     | Нидерланды                |
| 2     | Дания                     |
| 1     | Эстония, Италия, Норвегия |